# Isoetes novogranadensis
Isoetes novogranadensis är en kärlväxtart som beskrevs av Hans Peter Fuchs. Isoetes novogranadensis ingår i släktet braxengräs, och familjen Isoetaceae. Inga underarter finns listade i Catalogue of Life.